# Bülstringer Torturm

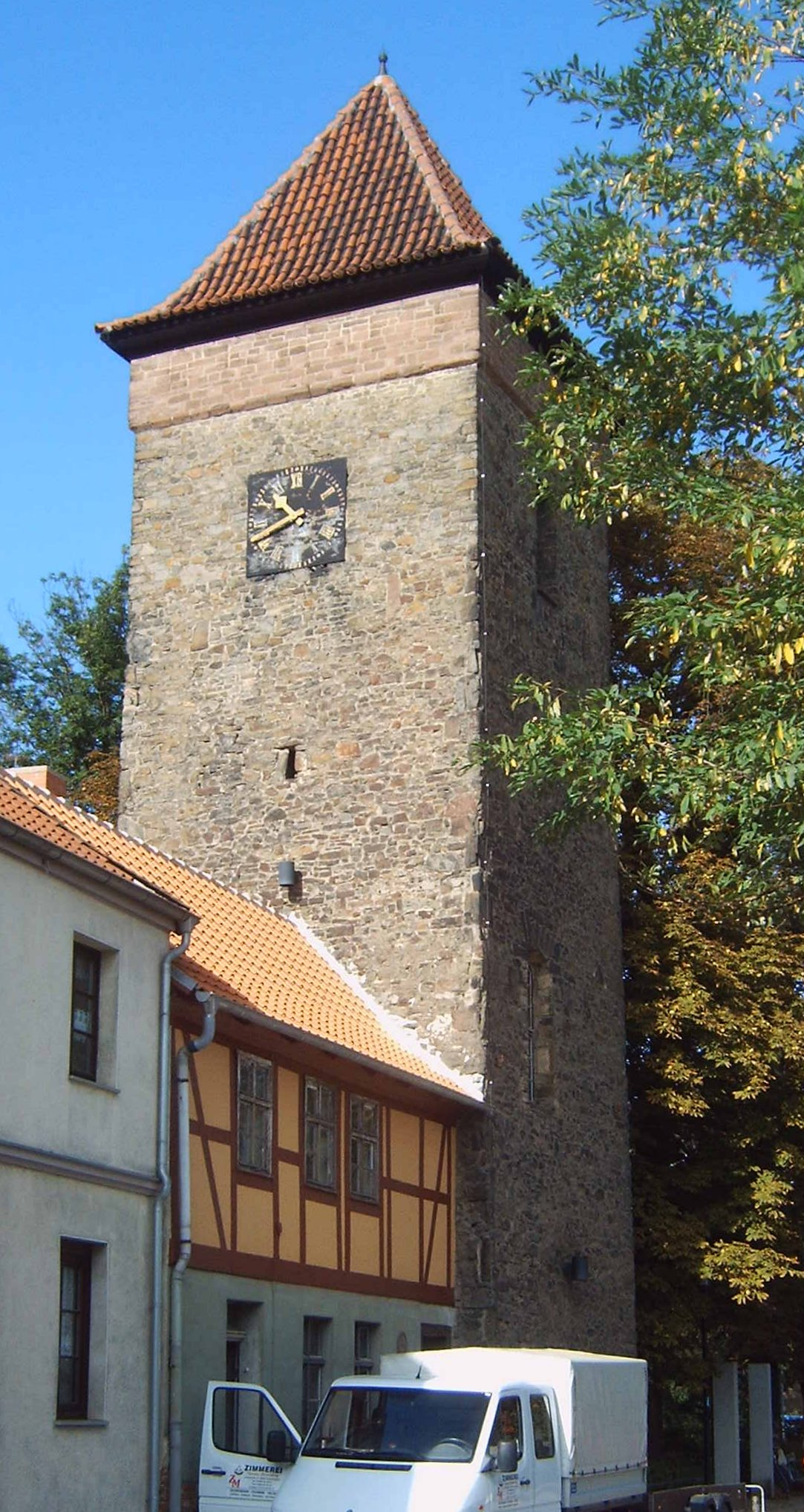
Bülstringer Torturm

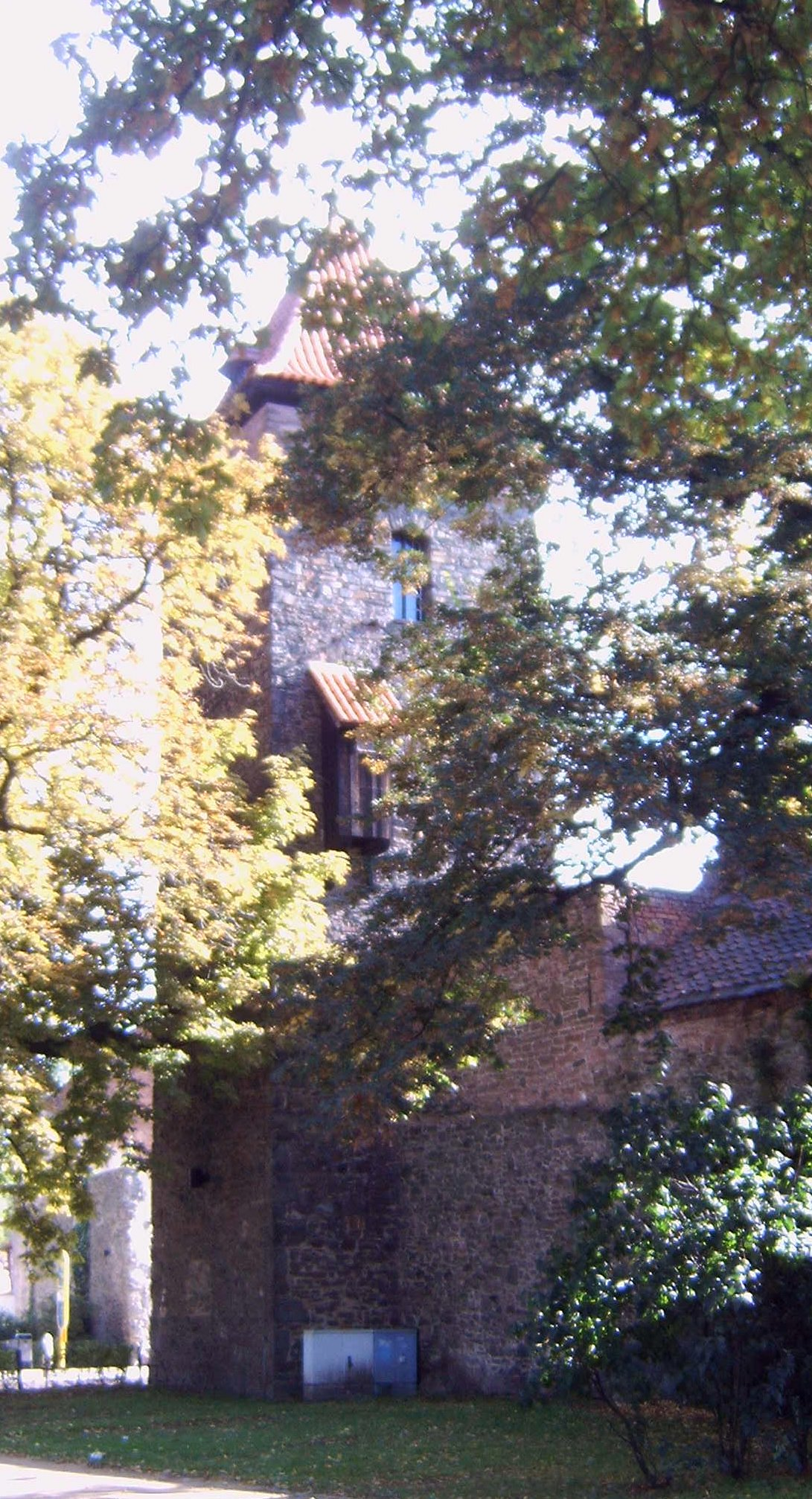
Ansicht von der Wallseite, (mit Aborterker)

Der Bülstringer Torturm ist ein zur historischen Stadtbefestigung der Stadt Haldensleben gehörender Turm. Er flankierte das Bülstringer Tor, welches die Straße aus Haldensleben in Richtung Bülstringen sicherte.
Der Turm entstand etwa 1250/60 aus Bruchsteinen auf einem quadratischen Grundriss. Er hatte ursprünglich eine Höhe von 13 Metern und drei Etagen. Das Erdgeschoss hatte keinen eigenen Zugang von außen. Zugänglich war der Turm nur über den Wehrgang entlang der Stadtmauer im ersten Stock. Dieser nach Norden gerichtete Zugang ist heute als Fenster gestaltet. Nach Nordwesten verfügt der Turm über Lichtschlitze.
1858 wurde der Turm um ein Geschoss erhöht. In diesem Zusammenhang wurde die ursprünglich bereits bestehende Uhr durch die noch heute vorhandene Weule-Uhr mit achttägigem Gangwerk ersetzt. Das Erdgeschoss des Turms wurde zeitweise als Gefängnis, später als Schafstall genutzt. Der Zinnenkranz des Turms ist vermauert. Auf der innenstadtabgewandten Seite ist noch heute das ursprüngliche Wall-Graben-System zu erkennen.
1986 wurde das Turminnere ausgebaut. Seitdem befindet sich im Turm eine Ausstellung zur Geschichte der Stadt Haldensleben. 1998 wurde ein Aborterker rekonstruiert.